# Unió Interparlamentària
La Unió Interparlamentària és una organització internacional creada el 1889 per Frédéric Passy (França) i William Randal Cremer (Regne Unit). Fou el primer fòrum permanent de negociacions polítiques multilaterals. Inicialment, l'organització era per a parlamentaris a títol individual, però de llavors ençà s'ha anat transformat a una organització internacional dels parlaments d'estats sobirans. Els parlaments nacionals de 163 països són membres de l'IPU, i 10 assemblees parlamentàries regionals en són membres associats. L'IPU té l'estatus d'observador permanent a les Nacions Unides i és un òrgan consultiu del Consell Econòmic i Social.

## Membres

### Estats membres
La UIP està conformada per la representació dels parlaments dels seus 178 estats membres. Des del 2001, tot Parlament constituït de conformitat amb les lleis d'un Estat sobirà, la població del qual representa i al territori del qual funciona, pot sol·licitar ser membre de la Unió Interparlamentària. Un Grup Nacional que representa un Parlament d'aquest tipus i que està afiliat podrà optar per romandre com a membre de la UIP. Qualsevol Parlament constituït de conformitat amb la llei fonamental d'una entitat territorial la vocació estatal de la qual és reconeguda per les Nacions Unides i que gaudeix de l'estatus d'observador permanent davant de les Nacions Unides, amb drets i privilegis addicionals importants, també pot ser Membre de la Unió Interparlamentària. En els Estats federals, només el Parlament federal pot sol·licitar ser membre a la Unió Interparlamentària. Tot membre de la UIP s'haurà d'adherir als principis de la UIP i complir-ne els estatuts. Les assemblees parlamentàries internacionals, constituïdes en virtut d'un acord internacional per Estats representats a la UIP, poden, si així ho sol·liciten i després de consultar amb els membres interessats de la UIP, seran admeses pel Consell Directiu en qualitat de Membres Associats. Els parlaments d'alguns estats com Bahames, Barbados, Belize, Dominica, Estats Units, Granada, Illes Salomó, Jamaica, Libèria, Puerto Rico, San Cristóbal i Nieves, entre d'altres, no són membres de la Unió Interparlamentària Mundial per decisió pròpia. Així mateix, la Unió Interparlamentària Mundial ha estès la invitació als parlaments d'estats amb reconeixement limitat, zones en disputa o autogoverns com Azad Cachemira, Aksai Chin i/o Sahara Occidental, però aquests parlaments no han accedit a integrar-se a l'organisme per conflictes interns.UIP

### Parlaments regionals
Actualment hi ha dotze parlaments regionals associats a la UIP, que són els següents:
- Assemblea Interparlamentària de la Comunitat d'Estats Independents
- Assemblea Legislativa d'Àfrica Oriental (EALA)
- Assemblea Parlamentària del Consell d'Europa (PACE)
- Assemblea Parlamentària de la Cooperació Econòmica del Mar Negre (PABSEC)
- Comitè Interparlamentari de la Unió Econòmica i Monetària d'Àfrica Occidental (UEMOA)
- Parlament Andí
- Parlament Àrab
- Parlament Centroamericà (PARLACEN)
- Parlament de la Comunitat Econòmica i Monetària d'Àfrica Central (CEMAC)
- Parlament de la Comunitat Econòmica d'Estats d'Àfrica Occidental (CEDEAO)
- Parlament Europeu (PE)
- Parlament Llatinoamericà i del Carib (PARLATINO)[2][3][4]

## Conferències
L'Assemblea d'IPU (anteriorment anomenada Inter-Conferència Parlamentària) és el cos estatutari principal que expressa les vistes del Inter-Unió Parlamentària en assumptes polítics.
| #     | Estat                                            | Any                  |
| ----- | ------------------------------------------------ | -------------------- |
| 1st   | Paris, France                                    | 1889                 |
| 2nd   | Londres, United Kingdom                          | 1890                 |
| 3rd   | Rome, Italy                                      | 1891                 |
| 4th   | Bern, Switzerland                                | 1892                 |
| 5th   | The Hague, Netherlands                           | 1894                 |
| 6th   | Brussels, Belgium                                | 1895                 |
| 7th   | Budapest, Hungary                                | 1896                 |
| 8th   | Brussels, Belgium                                | 1897                 |
| 9th   | Christiania, Norway                              | 1899                 |
| 10th  | Paris, France                                    | 1900                 |
| 11th  | Vienna, Austria                                  | 1903                 |
| 12th  | St. Louis, United States                         | 1904                 |
| 13th  | Brussels, Belgium                                | 1905                 |
| 14th  | London, United Kingdom                           | 1906                 |
| 15th  | Berlin, Germany                                  | 1908                 |
| 16th  | Brussels, Belgium                                | 1910                 |
| 17th  | Geneva, Switzerland                              | 1912                 |
| 18th  | The Hague, Netherlands                           | 1913                 |
| 19th  | Stockholm, Sweden                                | 1921                 |
| 20th  | Vienna, Austria                                  | 1922                 |
| 21st  | Copenhagen, Denmark                              | 1923                 |
| 22nd  | Bern, Switzerland                                | 1924                 |
| 23rd  | Washington, D.C., United States · Ottawa, Canada | 1925                 |
| 24th  | Paris, France                                    | 1927                 |
| 25th  | Berlin, Germany                                  | 1928                 |
| 26th  | London, United Kingdom                           | 1930                 |
| 27th  | Bucharest, Romania                               | 1931                 |
| 28th  | Geneva, Switzerland                              | 1932                 |
| 29th  | Madrid, Spain                                    | 1933                 |
| 30th  | Istanbul, Turkey                                 | 1934                 |
| 31st  | Brussels, Belgium                                | 1935                 |
| 32nd  | Budapest, Hungary                                | 1936                 |
| 33rd  | Paris, France                                    | 1937                 |
| 34th  | The Hague, Netherlands                           | 1938                 |
| 35th  | Oslo, Norway                                     | 1939                 |
| 36th  | Cairo, Egypt                                     | 1947                 |
| 37th  | Rome, Italy                                      | 1948                 |
| 38th  | Stockholm, Sweden                                | 1949                 |
| 39th  | Dublin, Ireland                                  | 1950                 |
| 40th  | Istanbul, Turkey                                 | 1951                 |
| 41st  | Bern, Switzerland                                | 1952                 |
| 42nd  | Washington, D.C., United States                  | 1953                 |
| 43rd  | Vienna, Austria                                  | 1954                 |
| 44th  | Helsinki, Finland                                | 1955                 |
| 45th  | Bangkok, Thailand                                | 1956                 |
| 46th  | London, United Kingdom                           | 1957                 |
| 47th  | Rio de Janeiro, Brazil                           | 1958                 |
| 48th  | Warsaw, Poland                                   | 1959                 |
| 49th  | Tokyo, Japan                                     | 1960                 |
| 50th  | Brussels, Belgium                                | 1961                 |
| 51st  | Brasilia, Brazil                                 | 1962                 |
| 52nd  | Belgrade, Yugoslavia                             | 1963                 |
| 53rd  | Copenhagen, Denmark                              | 1964                 |
| 54th  | Ottawa, Canada                                   | 1965                 |
| 55th  | Tehran, Iran                                     | 1966                 |
| 56th  | Lima, Peru                                       | 1968                 |
| 57th  | New Delhi, India                                 | 1969                 |
| 58th  | The Hague, Netherlands                           | 1970                 |
| 59th  | Paris, France                                    | 1971                 |
| 60th  | Rome, Italy                                      | 1972                 |
| 61st  | Tokyo, Japan                                     | 1974                 |
| 62nd  | London, United Kingdom                           | 1975                 |
| 63rd  | Madrid, Spain                                    | 1976                 |
| 64th  | Sofia, Bulgaria                                  | 1977                 |
| 65th  | Bonn, Germany                                    | 1978                 |
| 66th  | Caracas, Venezuela                               | 1979                 |
| 67th  | Berlin, East Germany                             | 1980                 |
| 68th  | Havana, Cuba                                     | 1981                 |
| 69th  | Rome, Italy                                      | 1982                 |
| 70th  | Seoul, South Korea                               | 1983                 |
| 71st  | Geneva, Switzerland                              | 1984                 |
| 72nd  | Geneva, Switzerland                              | 1984                 |
| 73rd  | Lomé, Togo                                       | 1985                 |
| 74th  | Ottawa, Canada                                   | 1985                 |
| 75th  | Mexico city, Mexico                              | 1986                 |
| 76th  | Buenos Aires, Argentina                          | 1986                 |
| 77th  | Managua, Nicaragua                               | 1987                 |
| 78th  | Bangkok, Thailand                                | 1987                 |
| 79th  | Guatemala City, Guatemala                        | 1988                 |
| 80th  | Sofia, Bulgaria                                  | 1988                 |
| 81st  | Budapest, Hungary                                | 1989                 |
| 82nd  | London, United Kingdom                           | 1989                 |
| 83rd  | Nicosia, Cyprus                                  | 1990                 |
| 84th  | Punta del Este, Uruguay                          | 1990                 |
| 85th  | Pyongyang, North Korea                           | 1991                 |
| 86th  | Santiago, Chile                                  | 1991                 |
| 87th  | Yaoundé, Cameroon                                | 1992                 |
| 88th  | Stockholm, Sweden                                | 1992                 |
| 89th  | New Delhi, India                                 | 1993                 |
| 90th  | Canberra, Australia                              | 1993                 |
| 91st  | Paris, France                                    | 1994                 |
| 92nd  | Copenhagen, Denmark                              | 1994                 |
| 93rd  | Madrid, Spain                                    | 1995                 |
| 94th  | Bucharest, Romania                               | 1995                 |
| 95th  | Istanbul, Turkey                                 | 1996                 |
| 96th  | Beijing, China                                   | 1996                 |
| 97th  | Seoul, South Korea                               | 1997                 |
| 98th  | Cairo, Egypt                                     | 1997                 |
| 99th  | Windhoek, Namibia                                | 1998                 |
| 100th | Moscow, Russia                                   | 1998                 |
| 101st | Brussels, Belgium                                | 1999                 |
| 102nd | Berlin, Germany                                  | 1999                 |
| 103rd | Amman, Jordan                                    | 2000                 |
| 104th | Jakarta, Indonesia                               | 2000                 |
| 105th | Havana, Cuba                                     | 2001                 |
| 106th | Ouagadougou, Burkina Faso                        | 2001                 |
| 107th | Marrakesh, Morocco                               | 2002                 |
| 108th | Santiago, Chile                                  | 2003                 |
| 109th | Geneva, Switzerland                              | 2003                 |
| 110th | Mexico, Mexico                                   | 2004                 |
| 111th | Geneva, Switzerland                              | 2004                 |
| 112th | Manila, Philippines                              | 2005                 |
| 113th | Geneva, Switzerland                              | 2005                 |
| 114th | Nairobi, Kenya                                   | 2006                 |
| 115th | Geneva, Switzerland                              | 2006                 |
| 116th | Nusa Dua, Bali, Indonesia                        | 2007                 |
| 117th | Geneva, Switzerland                              | 2007                 |
| 118th | Cape Town, South Africa                          | 2008                 |
| 119th | Geneva, Switzerland                              | 2008                 |
| 120th | Addis Ababa, Ethiopia                            | 2009                 |
| 121st | Geneva, Switzerland                              | 2009                 |
| 122nd | Bangkok, Thailand                                | 2010                 |
| 123rd | Geneva, Switzerland                              | 2010                 |
| 124th | Panama city, Panama                              | 2011                 |
| 125th | Bern, Switzerland                                | 2011                 |
| 126th | Kampala, Uganda                                  | 2012                 |
| 127th | Quebec, Canada                                   | 21–26 octubre 2012   |
| 128th | Quito, Ecuador                                   | 22–27 març 2013      |
| 129th | Geneva, Switzerland                              | 7–9 octubre 2013     |
| 130th | Geneva, Switzerland                              | 16–20 Març 2014      |
| 131st | Geneva, Switzerland                              | 12–16 octubre 2014   |
| 132nd | Hanoi, Vietnam                                   | 29 març–1 abril 2015 |